# اندیس منگنز شمال غرب شورو۲
منگنز شمال غرب شورو۲ یک اندیس فلزی است که در حوالی شهر حاجی آباد استان سیستان و بلوچستان قرار دارد و مادهٔ معدنی موجود در آن، منگنز است.سنگ میزبان این اندیس کالردملانژ-فلیش است و دیرینگی آن به دوران کرتاسه بالایی- پالئوسن می‌رسد. 